# Kazimierz Brończyk
Kazimierz Brończyk (ur. 11 stycznia 1888 w Górze Ropczyckiej, zm. 17 listopada 1967 w Krakowie) – pisarz, dramaturg, tłumacz literatury, krytyk teatralny, lektor języka francuskiego. Ukończył III Gimnazjum im. Jana III Sobieskiego w Krakowie. 

## Życiorys
Wychował się w Krzeszowicach, gdzie jego ojciec, Józef, był administratorem dóbr hrabiów Potockich. Absolwent filologii polskiej na Uniwersytecie Jagiellońskim, ukończył naukę języka francuskiego w Grenoble. Nauczyciel języka francuskiego w gimnazjum w Pradze oraz języka polskiego w gimnazjach w Stryju i Stanisławowie. Członek „Sokoła”. 
W czasie I wojny światowej służył w I Brygadzie Legionów. Brał udział w wojnie polsko-bolszewickiej w Małopolskich Oddziałach Armii Ochotniczej. Był członkiem Zespołu Stu i Stronnictwa Narodowego. Do 1939 był redaktorem czasopisma „Muzeum”. Do 1945 roku nauczał w VIII Gimnazjum im. Kazimierza Wielkiego we Lwowie (w czasie okupacji sowieckiej gimnazjum przekształcono w Średnią Szkołę Nr 14 z polskim językiem wykładowym). 
W czasie II wojny światowej brał udział w tajnym nauczaniu, pisał do prasy podziemnej, do lwowskiego „Słowa Polskiego” i do warszawskiego „Wychowania Narodu”. 11 września 1944 aresztowany przez NKWD i osadzony w więzieniu przy ul. Łąckiego we Lwowie. 4 lutego 1945 zesłany do Zagłębia Donieckiego, do łagru przy kopalni węgla w Krasnodonie. 22 grudnia 1945 przybył do Krakowa, gdzie za namową Zbigniewa Nowosada, pisał artykuły do „Biuletynu Kresowego” – organu konspiracyjnego Komitetu Ziem Wschodnich. 4 grudnia 1946 aresztowany w Krakowie, przebywał w Urzędzie Bezpieczeństwa przy Placu Inwalidów, skąd przewieziony został do więzienia mokotowskiego w Warszawie, w styczniu 1948 do Wronek, skąd ponownie trafił do więzienia mokotowskiego, z którego został zwolniony 20 września 1948. Po wyjściu z więzienia współpracował z „Tygodnikiem Powszechnym” i „Kierunkami” jako krytyk teatralny. Członek Związku Literatów. 
Autor dramatów historycznych, wystawianych na deskach warszawskiego Teatru Narodowego („Żółkiewski”), lwowskiego Teatru Wielkiego („Król Stefan”), w Teatrze na Pohulance („Rejtan”). Współpracował z Radiem Lwów przy cyklicznych audycjach „Rozmowy z młodzieżą”, jako autor słuchowisk radiowych. Autor wspomnień (dwa tomy – rękopis w Ossolineum) oraz satyry dramatycznej „Ekscelencja i małpy” (rok 1959), której nie dopuściła do druku cenzura PRL.  
W 1911 roku ożenił się z Eugenią Mitisówną, nauczycielką, sanitariuszką podczas I wojny światowej. Ich jedyny syn, Szczęsny, utalentowany muzyk, walczył w 1939 r. jako podporucznik 19 pułku piechoty. Aresztowany przez NKWD przy przekraczaniu granicy, zaginął bez wieści w łagrze nad Kołymą. 

## Odznaczenia
- Srebrny Wawrzyn Akademicki (7 listopada 1936)[6].